# Пахлово
Пахлово — деревня в Невельском районе Псковской области России. Входит в состав сельского поселения «Лёховская волость».
Находится в 5 верстах к северо-востоку от деревни Лёхово и примерно в 33 верстах к юго-востоку от города Невеля.

## Население
Численность населения деревни на конец 2000 года составляла 13 жителей.